# Pragal
Pragal is een plaats (freguesia) in de Portugese gemeente Almada en telt 7 721 inwoners (2001).

## Geboren
- Dálcio Gomes (22 mei 1996), voetballer